# Carreira e Refojos de Riba de Ave
Carreira e Refojos de Riba de Ave (llamada oficialmente União das Freguesias de Carreira e Refojos de Riba de Ave) es una freguesia portuguesa del municipio de Santo Tirso, distrito de Oporto.

## Historia
Fue creada el 28 de enero de 2013 en aplicación de una resolución de la Asamblea de la República de Portugal promulgada el 16 de enero de 2013 con la unión de las freguesias de Carreira y Refojos de Riba de Ave, pasando su sede a estar situada en la antigua freguesia de Carreira.

## Demografía
| Gráfica de evolución demográfica de Carreira e Refojos de Riba de Ave entre 2011 y 2021 |
|                                                                                         |
| Datos según el nomenclátor publicado por el INE portugués.                              |